# Perro Aguayo
Ne doit pas être confondu avec Perro Aguayo Jr..
Pedro Aguayo Damián (né le 18 janvier 1946 à Nochistlan (en) et mort le 3 juillet 2019 à Tala) est un catcheur mexicain connu sous le nom de ring de Perro Auayo. 
Il commence sa carrière au début des années 1970 et devient rapidement célèbre comme étant un des plus célèbres rudo grâce à sa rivalité avec El Santo. Il lutte dans diverses fédérations au Mexique que ce soit la Empresa Mexicana de Lucha Libre / Consejo Mundial de Lucha Libre (EMLL puis CMLL depuis 1991), à l'Universal Wrestling Association et à l'Asistencia Asesoría y Administración.

## Biographie

### Jeunesse
Pedro Aguayo Damián quitte l'école à 10 ans et exerce divers métiers pour aider sa famille à vivre à Mexico. Il a notamment travaillé comme boulanger, cordonnier et boxeur. Il impressionne en tant que boxeur et est la vedette régionale des réunions de boxe. 

### Carrière de catcheur
À la fin des années 1960, Pedro Aguayo Damián décide de devenir catcheur et rencontre Ray Mendoza (es) et ses fils qui lui conseille d'aller apprendre le catch auprès de Diablo Velasco. Il fait ses débuts le 10 mai 1970 à Sayula puis il continue à travailler pour le promoteur de l'Empresa Mexicana de Lucha Libre (EMLL) Ray Plata. Il commence à être mis en avant en 1975 quand l'EMLL décide de faire d'Aguayo le rival d'El Santo,. Ils s'affrontent le 3 octobre de cette même année dans un Cabellera contra Máscara où El Santo sort vainqueur.
Par la suite, il part à l'Universal Wrestling Association où il est le rival d'El Canek dans les années 1980. Leur affrontements qui sont non seulement des oppositions de style, El Canek étant un catcheur technique masqué tandis que Perro Aguayo est un bagarreur sans masque, redéfinissent ce qu'est l'opposition entre technico et rudo. Le style agressif et le fait qu'Aguayo est prêt à donner du sang au public entre  alors en opposition avec les autres rudos de son époque.

## Palmarès

### Championnat et accomplissements
- Asistencia Asesoría y Administración (AAA)
  - 1 fois Campeón de Campeones (en) de la AAA[7]
  - 1 fois champion national poids lourd[8]
  - 1 fois champion national par équipes avec Perro Aguayo Jr.[9]
  - 1 fois champion du monde poids lourd de l'International Wrestling Council (IWC)[10]
- Capitol Sports
  - 1 fois champion du monde poids lourd junior[11]
- Empresa Mexicana de Lucha Libre / Consejo Mundial de Lucha Libre
  - 3 fois champion du monde des poids moyen (en) de la National Wrestling Alliance[12]
  - 1 fois champion national des poids moyen[13]
  - 1 fois champion des poids moyen de l'Occidente[14]
- Universal Wrestling Association (UWA)
  - 1 fois champion du monde poids lourd de l'UWA[15]
  - 2 fois champion du monde poids lourd junior de l'UWA[16]
  - 1 fois champion du monde poids lourd léger de l'UWA[17]
  - 1 fois champion du monde par équipes de l'UWA avec Gran Hamada[18]
  - 7 fois champion du monde des poids lourd léger de la World Wrestling Federation[19]
- World Wrestling Association (WWA)
  - 3 fois champion du monde poids lourd de la WWA[20]

### Matchs à pari (Luchas de apuetas)
| #  | Résultat | Enjeu   | Adversaire (enjeu)                       | Date              | Lieu      | Notes                                   |
| -- | -------- | ------- | ---------------------------------------- | ----------------- | --------- | --------------------------------------- |
| 1  | Victoire | Cheveux | Ray Mendoza (en) (cheveux)               | 25 mai 1975       | Mexico    |                                         |
| 2  | Défaite  | Cheveux | El Santo (masque)                        | 3 octobre 1975    | Mexico    |                                         |
| 3  | Défaite  | Cheveux | El Faraón (en)                           | 24 septembre 1976 | Mexico    |                                         |
| 4  | Défaite  | Cheveux | René Guajardo (cheveux)                  | 29 juin 1980      | Mexico    |                                         |
| 5  | Victoire | Cheveux | Tony Salazar (Cheveux)                   | 17 septembre 1982 | Mexico    |                                         |
| 6  | Victoire | Cheveux | Negro Navarro (Cheveux)                  | 27 mai 1983       | Tijuana   |                                         |
| 7  | Défaite  | Cheveux | Villano III (masque)                     | 21 août 1983      | Naucalpan |                                         |
| 8  | Défaite  | Cheveux | Sangre Chicana (en) (cheveux)            | 28 février 1986   | Mexico    |                                         |
| 9  | Victoire | Cheveux | Adorable Rubí (en) (cheveux)             | mai 1989          | Naucalpan | La date précise n'est pas connue.       |
| 10 | Victoire | Cheveux | Joe Rubio et Sergio Rivera (masques)     | 3 mars 1991       | Mexico    | Il fait équipe avec Ringo Mendoza (en). |
| 11 | Victoire | Cheveux | Konnan (masque)                          | 22 mars 1991      | Mexico    |                                         |
| 12 | Victoire | Cheveux | Negro Navarro (es) (cheveux)             | 2 juin 1991       | Naucalpan |                                         |
| 13 | Défaite  | Cheveux | Konnan (cheveux)                         | 6 septembre 1991  | Mexico    |                                         |
| 14 | Victoire | Cheveux | Máscara Año 2000 (en) (masque)           | 30 avril 1993     | Mexico    |                                         |
| 15 | Victoire | Cheveux | Nikozuna (cheveux)                       | 22 septembre 1995 | Mexico    |                                         |
| 16 | Victoire | Cheveux | El Cobarde II (cheveux)                  | 7 mars 1999       | Naucalpan |                                         |
| 17 | Victoire | Cheveux | Bestia Salvaje (en) (cheveux)            | 14 avril 2000     | Mexico    |                                         |
| 18 | Victoire | Cheveux | Cien Caras (en) (cheveux)                | 15 décembre 2000  | Mexico    |                                         |
| 19 | Défaite  | Cheveux | Universo 2000 (cheveux)                  | 30 mars 2001      | Mexico    |                                         |
| 20 | Victoire | Cheveux | Cien Caras et Máscara Año 2000 (cheveux) | 18 mars 2005      | Mexico    | Il fait équipe avec Perro Aguayo Jr..   |